# Fertagus

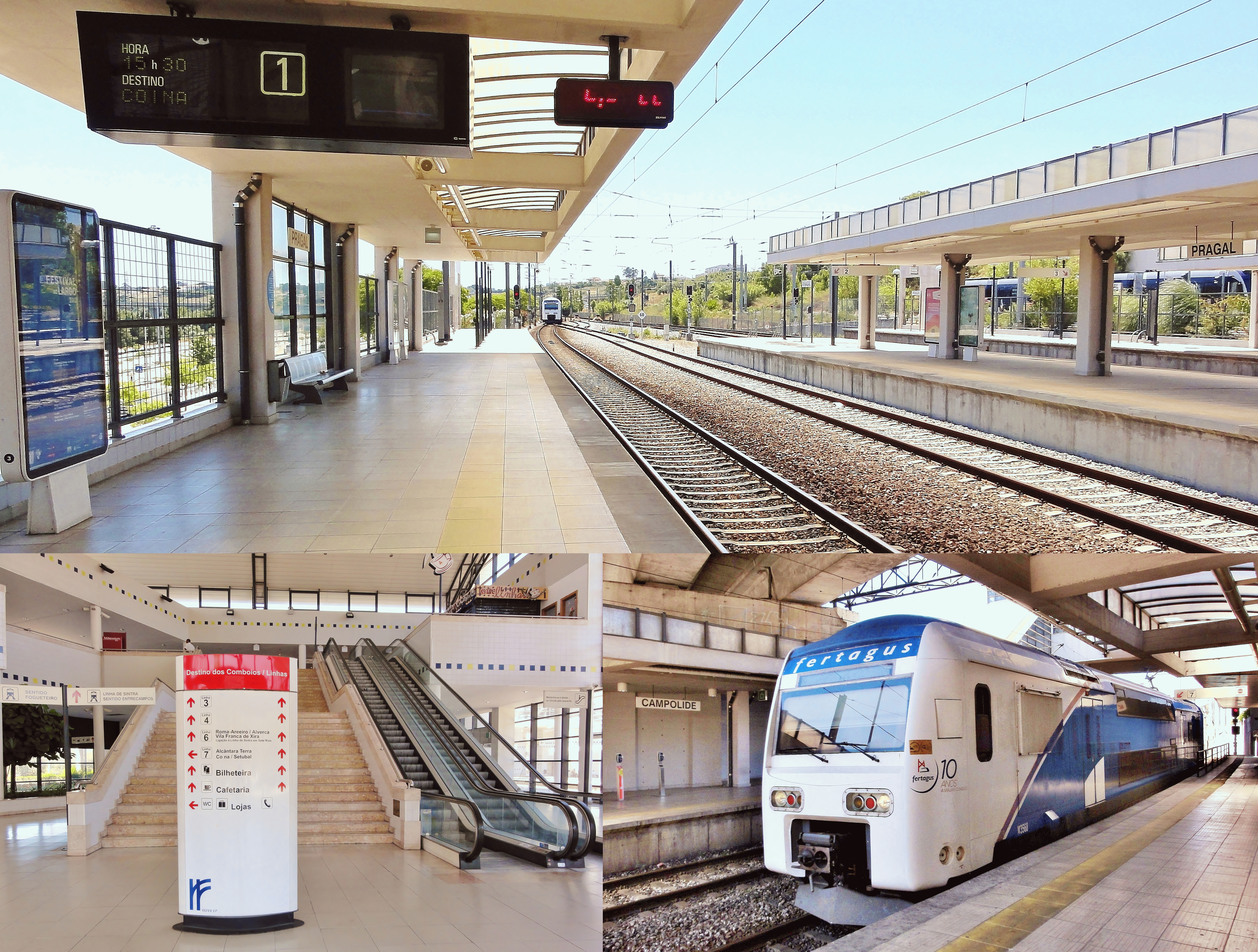
Aspetos da operação Fertagus em Almada e em Lisboa.

A azul escuro (e), os dois percursos da Fertagus no âmbito dos transportes ferroviários pesados de passageiros na Grande Lisboa.

A Fertagus (pronunciado "fertágus") é uma empresa de transportes portuguesa, parte do Grupo Barraqueiro. Opera um serviço ferroviário suburbano de passageiros concessionado pelo Estado Português, entre a estação de Roma-Areeiro em Lisboa e a estação de Setúbal numa extensão de 54 km. Este serviço utiliza partes da Linha de Cintura e da Linha do Sul, e atravessa a Ponte 25 de Abril utilizando 18 UQEs de duplo piso (série 3500 da CP) com ar condicionado, numeradas de 3501 a 3518. A empresa opera ainda uma frota de autocarros de passageiros em carreiras ligando algumas da suas estações na margem sul do Tejo com localidades mais afastadas. A Fertagus é também responsável pela gestão das galerias comerciais das estações do Pragal, Corroios, Foros de Amora, e Fogueteiro.
Em 2014 a Fertagus foi responsável por cerca de 80 mil deslocações diárias.

## História

### Cronologia
- Em 28 de julho de 1997 foi publicada a Portaria n.º 565-A/97, que regula o procedimento de concurso público internacional para adjudicação, em regime de subconcessão, da exploração do serviço de transporte ferroviário suburbano de passageiros no Eixo Ferroviário Norte-Sul da Região de Lisboa, com extensão a Setúbal.[3] Esta portaria estabelece que o prazo da subconcessão seria de 30 anos, contados da data de início efectivo da exploração, e determina que os critérios de adjudicação correspondem à "proposta mais vantajosa para o interesse público, definido pelos menores preços para os clientes e menores encargos e riscos para o estado, desde que garantido um serviço de transporte seguro e de qualidade".
- Em 19 de outubro de 1998, o Ministério das finanças e do equipamento, do planeamento e da administração do território publicou o Despacho conjunto n.º 731/98, onde é anunciada a decisão do adjudicatário do concurso internacional para a concessão do serviço de transporte ferroviário de passageiros no Eixo Norte-Sul, o concorrente n.º2, consórcio FERTAGUS.[4] É referido no Despacho conjunto que a motivação e fundamentação da decisão é referida no relatório de avaliação de 3 de Julho de 1998.
- Em 22 de junho de 1999, o Estado português celebrou um contrato de concessão para a exploração do serviço de transporte ferroviário suburbano de passageiros no Eixo Ferroviário Norte-Sul com a Concessionária Fertagus – Travessia do Tejo, Transportes, S.A..[5]
- Em 29 de julho de 1999, a primeira composição fez a sua primeira travessia, acompanhado pelo primeiro-ministro António Guterres, com a inauguração sendo feita no final da manhã. Porém, o serviço da Fertagus só seria inaugurado ao público no dia seguinte (30 de julho) com os primeiros comboios a circularem entre Entrecampos e o Fogueteiro.[6]
- Em 7 de setembro de 2003, com a inauguração da Estação de Roma-Areeiro, a Fertagus passa a terminar os seus percursos de Roma-Areeiro, passando por Entrecampos.[7]
- Em 6 de outubro de 2004, com a inauguração do troço entre Fogueteiro e Pinhal Novo, os serviços da Fertagus são extendidos até Setúbal, enquanto os serviços mais curtos que começavam no Fogueteiro passaram a começar em Coina.[8]
- Em 8 de junho de 2005, o contrato de concessão entre o Estado Português e a Fertagus é renegociado.[5]
- Em 25 de novembro de 2010 o governo aprovou em Conselho de ministros uma revisão ao contrato de concessão da Fertagus. Entre as alterações introduziu-se a «possibilidade do Estado proceder à denúncia do contracto em 2016, sem pagamento de qualquer contrapartida».[9]
- Em 22 de fevereiro de 2011 foi anunciado que a Fertagus assinou à data o contrato de concessão do serviço de transporte ferroviário de passageiros do Eixo Norte-Sul até 31 de Dezembro de 2019. O prolongamento do prazo do contrato resultou de uma clausula do contrato negociado em 2005, onde era previsto uma prorrogação adicional até 31 de Dezembro de 2019.[10]
- Em 2012 o Tribunal de Contas realizou uma auditoria à concessão Fertagus, onde foi concluído que esta concessão seria um exemplo de parceria público-privada bem-sucedida e caso único na Europa.[11]
- Em 2019, devido à elevada procura verificada aquando da introdução dos novos passes Navegante Metropolitano (40 euros) e Navegante Municipal (30 euros), a Fertagus procedeu à modificação do interior dos comboios da série 3500, e colocou em circulação a UQE 3515/3565, com menos lugares sentados e com varões ao longo de todos os salões de passageiros, traduzindo num aumento de 48 lugares por comboio.[12]
- Em 26 de dezembro de 2019 a Fertagus assina o acordo com a prorrogação do contrato por mais quatro anos e nove meses, até 30 de setembro de 2024.[13]
- Em dezembro de 2021, a Arriva anunciou o abandono das suas operações em Portugal, a cessar no final do ano.[14]
- Em 29 de julho de 2024, em parceria com a Associação Cultural Sebastião da Gama, uma das suas composições (UQE 3518/3568) foi batizada com o nome do poeta português Sebastião da Gama na estação de Coina, em comemoração do 25º aniversário da Fertagus.[15]
- Em dezembro de 2024, a Fertagus anunciou uma mudança de horários profunda, aumentando a frequência dos horários até Setúbal para os 20 minutos, incluíndo todos os horários fora da hora de ponta. Além disso, os horários na hora de ponta que antes terminavam no Fogueteiro foram substituídos pelos horários vindos de Coina e Setúbal. Coina ainda manteve-se como terminal, mas apenas para alguns horários nas horas de ponta.[16]

## Circulações e Estações

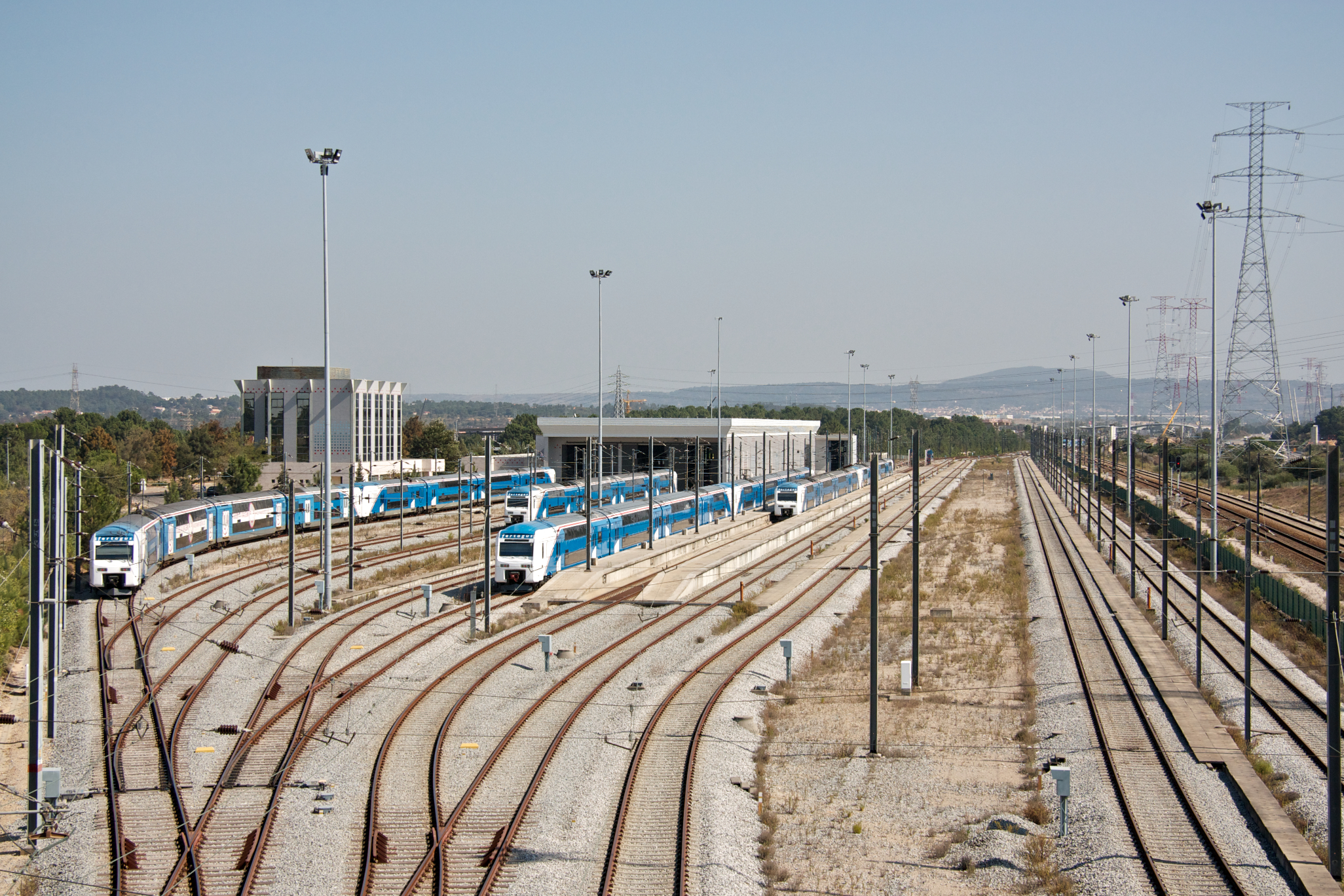
Complexo de Coina, parque da Fertagus, em 2011.

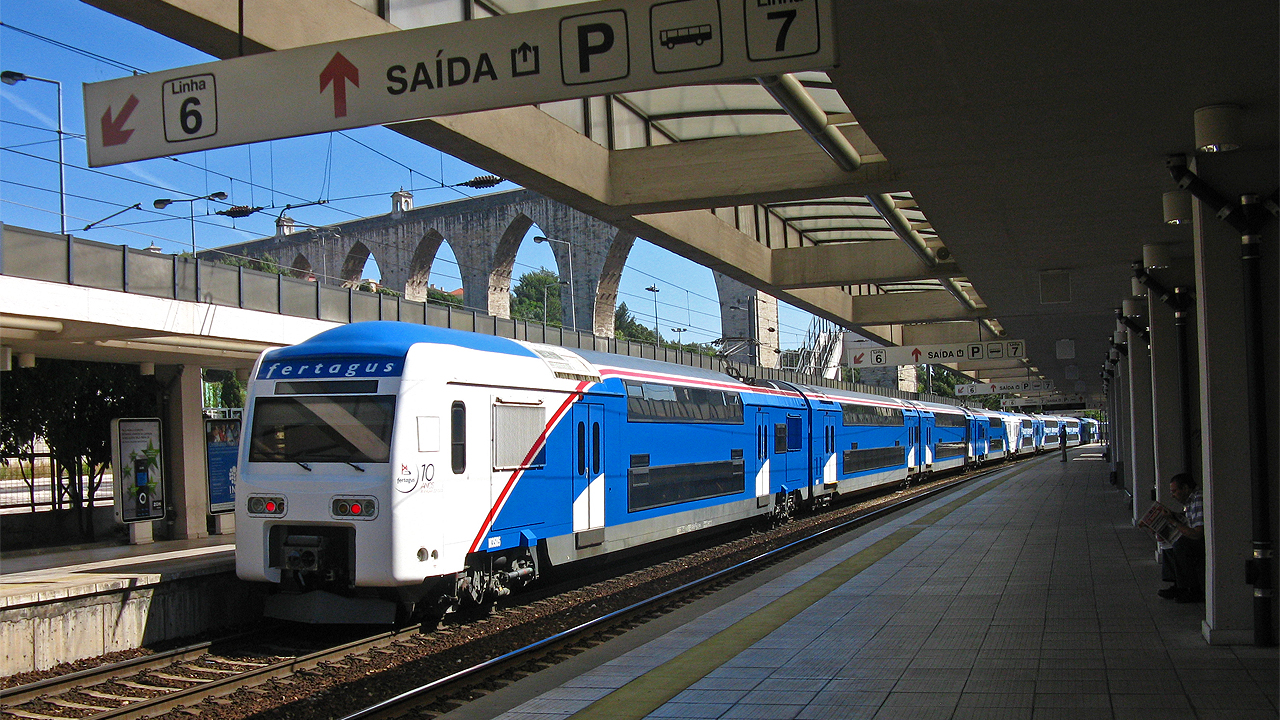
Partida de Campolide-A.

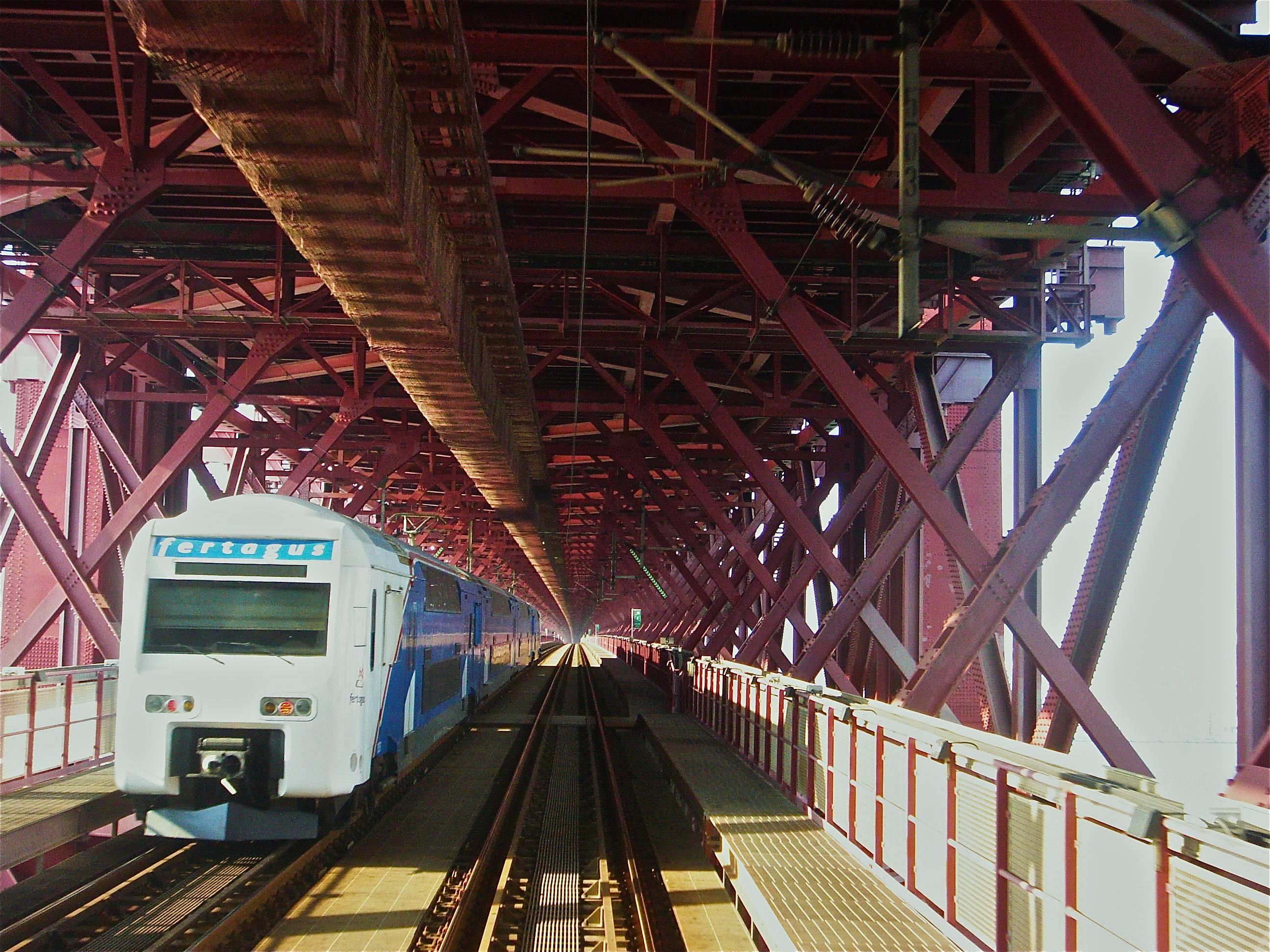
Circulação na Ponte 25 de Abril.

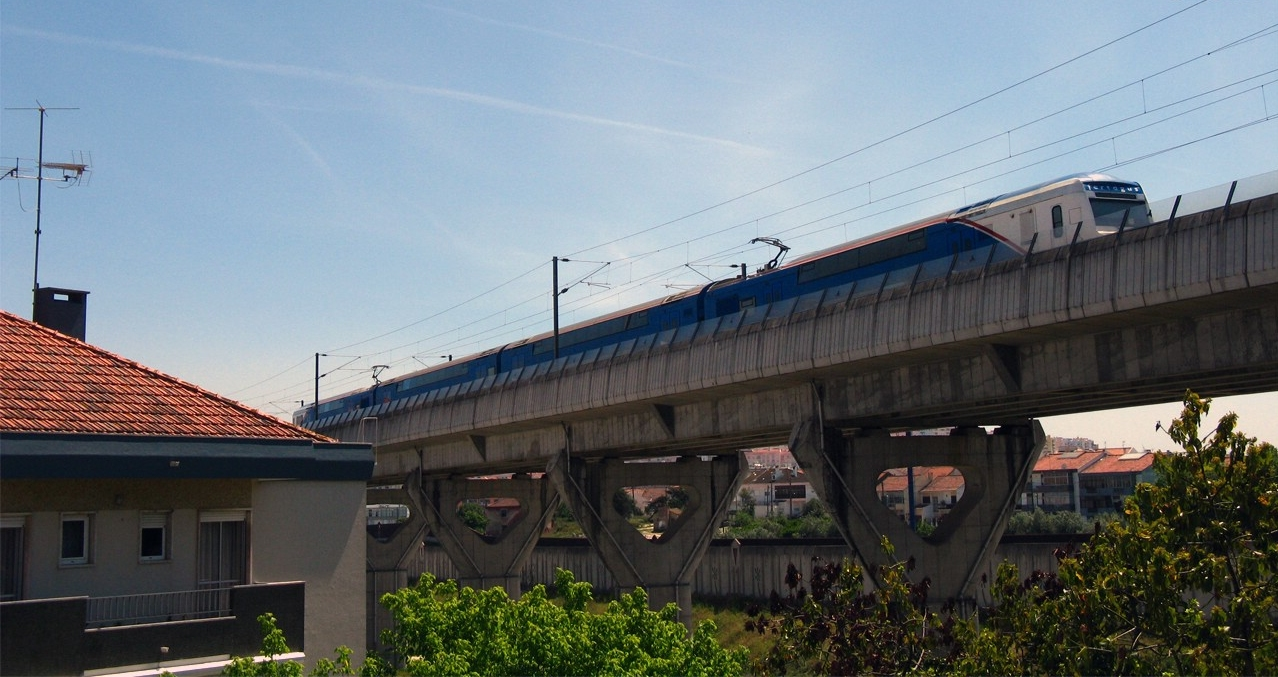
Circulação no Viaduto de Corroios.

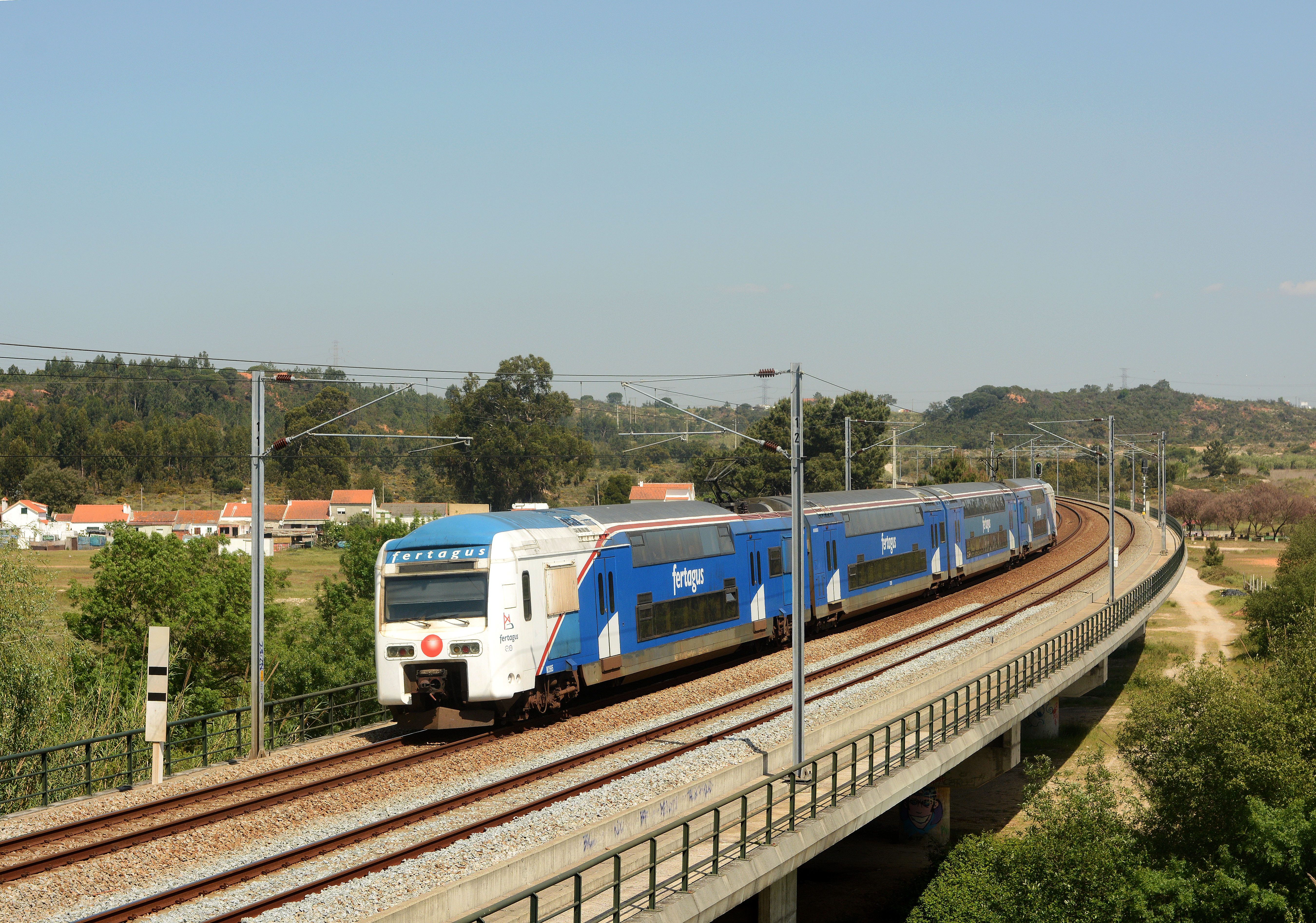
Circulação em viaduto perto de Coina.

A Fertagus dispõe de dois percursos, o primeiro de Roma-Areeiro até Setúbal (Serviço 2, criado só em 2004) com uma duração de 57 minutos, e o outro, mais curto, também de Roma-Areeiro mas só até Coina (Serviço 1, pois foi o primeiro a ser contratado) com uma duração de 33 minutos. A frequência média do percurso mais longo é de 20 minutos (60 minutos após as 22:00 no sentido Setúbal e 20/40 minutos após as 21:00 no sentido Roma-Areeiro) e a do percurso mais curto é de 20 minutos (usado como reforço nas horas de ponta e nos últimos horários no sentido Coina), aos dias úteis.
Aos fins de semana, todos os comboios são feitos com 20 minutos de frequência no percurso mais longo, com alguns comboios fazendo o percurso mais curto nos primeiros e últimos horários. Em hora de ponta, a Fertagus utiliza toda a frota disponível desde finais de 2004. De facto, a empresa só tem 1 comboio rotativamente em manutenção, mantendo os demais 17 a circular.[carece de fontes?]
Em caso de atraso, o horário da Fertagus prevê margens suficientes para recuperação, uma vez que opera horários com folga suficiente para o efeito. Entre Campolide e o Pinhal Novo, todos os comboios Fertagus que estejam atrasados recuperam-no. Caso até ao Pinhal Novo não seja possível recuperar o atraso, estes chegam atrasados a Setúbal mas voltam a sair à hora habitual devido às folgas previstas nas estações. Se o atraso for superior a 15 minutos no comboio com destino a Setúbal e o motivo do atraso não for imputável à Fertagus, a empresa pode encurtar a circulação (Coina-Lisboa-Coina), estando, no entanto, sujeito a análise casuística. Estas são as principais formas da empresa para assegurar elevadas taxas de pontualidade que rondam os 94%.
Até 2004, os comboios da Fertagus circulavam entre Roma-Areeiro e o Fogueteiro (identificado a azul claro     ). A partir daí, os comboios foram expandidos até Coina (serviço curto 1 identificado a azul     ) e Setúbal (serviço longo 2 identificado a vermelho     ), circulando entre as 05:33 e as 01:56:
 Roma-Areeiro

 Entrecampos (estação terminal para os comboios para Lisboa até 2003)

 Sete Rios

 Campolide

 Pragal

 Corroios

 Foros de Amora

 Fogueteiro (estação terminal para os comboios de Lisboa até 2004)

 Coina (estação terminal para os comboios que não tem origem e fim em Setúbal)

 Penalva

 Pinhal Novo

 Venda do Alcaide

 Palmela

 Setúbal (estação terminal para os comboios que tem origem e fim em Setúbal)

## SulFertagus
Para servir as estações onde param os comboios da Fertagus, era disponibilizada um serviço de autocarros com o nome de SulFertagus, com veículos subalugados aos Transportes Sul do Tejo em carreiras próprias e conjugação de tarifário com algumas carreiras convencionais desta operadora e da sua congénere do Barreiro, complementando as três linhas do MTS e as carreiras dos TST e TCB. Os serviços SulFertagus que operavam com dístico próprio eram identificados por um número simples seguida de uma letra mnemónica da estação onde a carreira servia, com uma cor distintiva em uso desde 2019:
-  P  (laranja) - Pragal
-  C  (rosa magenta) - Corroios
-  A  (amarelo ovo) - Foros de Amora
-  F  (verde néon) - Fogueteiro
-  N  (lilás) - Coina
Com o início da Carris Metropolitana a 1 de Julho de 2022 em Almada, Seixal e Sesimbra, a SulFertagus deixou de operar como serviço independente, fazendo com que todas as suas carreiras se tornassem parte do serviço da Carris Metropolitana (todas operadas pelos Transportes Sul do Tejo):
- Pragal  - 1P Pragal ⇆ Sobreda[22] (subst. 3027)
- Corroios  - 1C Corroios ⇆ Charneca da Caparica[23] (subst. 3516)
  - 2C Corroios ⇆ Laranjeiro[24] (subst. 3506)
  - 3C Corroios ⇆ Bairro Bento Gonçalves[25] (subst. 3517)
- Foros de Amora  - 1A Foros de Amora ⇆ Amora[26] (subst. 3101)
  - 2A Foros de Amora ⇆ Fogueteiro (Quinta da Mata)[27] (subst. 3108)
- Fogueteiro  - 1F Fogueteiro ⇆ Seixal (Mercado)[28] (subst. 3112)
  - 2F Fogueteiro ⇆ Seixal (Fórum)[29] (subst. 3113)
  - 3F Fogueteiro ⇆ Fernão Ferro[30] (subst. 3105)
  - 4F Fogueteiro ⇆ Parque Industrial do Seixal[31] (subst. 3109)
- Coina  - 1N Coina ⇆ Quinta do Conde[32] (subst. 3620)
  - 2N Coina ⇆ Vila Nogueira de Azeitão[33] (subst. 3626)
  - 2Nc Coina ⇆ Quinta do Conde (encurtamento)[34] (subst. 3543)

### Extintas (antes de 2022)
Antes da inauguração da Estação de Coina, em 2004, as linhas que terminavam até ao final da SulFertagus em Coina (1N e 2N) terminavam no Fogueteiro, com uma numeração diferente (4F e 5F, respetivamente). Já a 2P e a 2PB foram extintas em 2010.

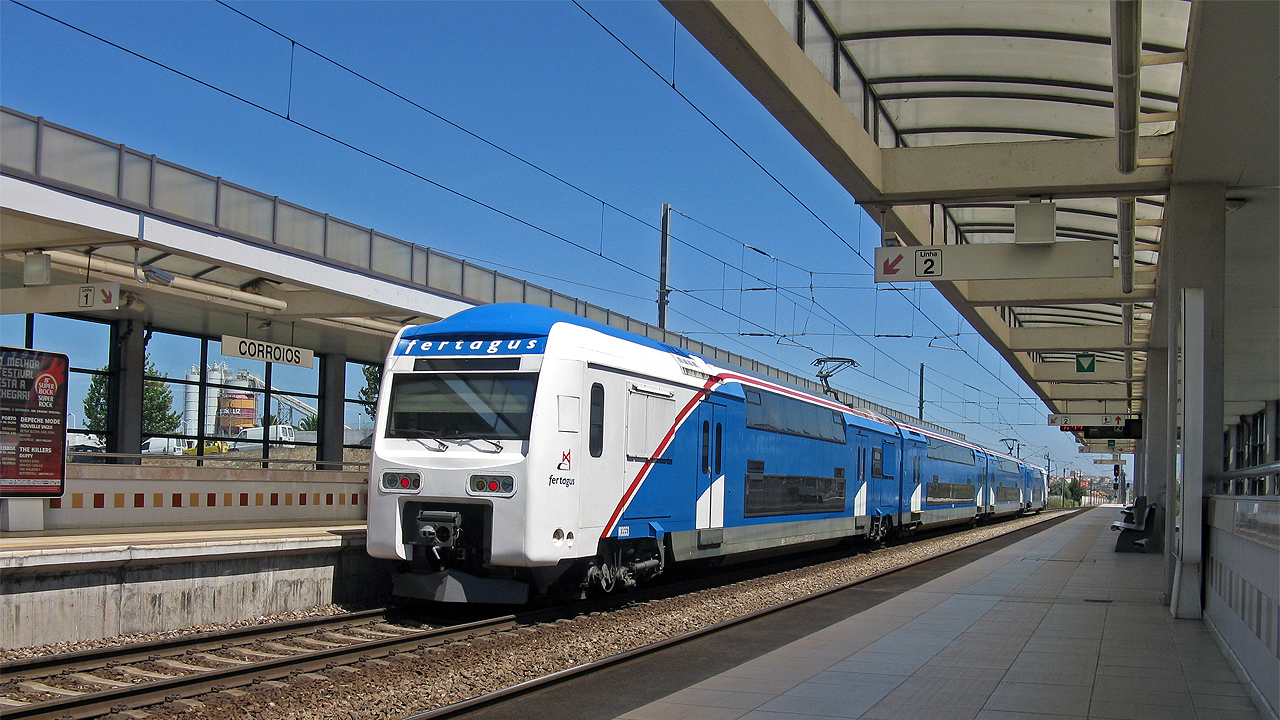
Automotora 3503 a sair de Corroios, em 2009.

- 2P Pragal ⇆ Laranjeiro
- 2PB Pragal ⇆ Pombal (encurtamento)

- 4F Fogueteiro ⇆ Quinta do Conde
- 5F Fogueteiro ⇆ Vila Nogueira de Azeitão

## Frota
| Serviço  | Série | Tipologia                | Subal.   | #  | #passageiros | #passageiros | #passageiros | Ano  | Ref.ªs |
| Serviço  | Série | Tipologia                | Subal.   | #  | total        | sent.        | de pé        | Ano  | Ref.ªs |
| -------- | ----- | ------------------------ | -------- | -- | ------------ | ------------ | ------------ | ---- | ------ |
| Fertagus | 3500  | Automotora de dois pisos | CP Frota | 18 | 1210         | 0476         | 0734         | 2016 | [ 36 ] |
| Fertagus | 3500  | Automotora de dois pisos | CP Frota | 18 | 1258         | 0364         | 0894         | 2019 | [ 12 ] |

## Passageiros
| Número de passageiros transportados na Fertagus | Número de passageiros transportados na Fertagus | Número de passageiros transportados na Fertagus | Número de passageiros transportados na Fertagus | Número de passageiros transportados na Fertagus | Número de passageiros transportados na Fertagus | Número de passageiros transportados na Fertagus | Número de passageiros transportados na Fertagus | Número de passageiros transportados na Fertagus | Número de passageiros transportados na Fertagus | Número de passageiros transportados na Fertagus | Número de passageiros transportados na Fertagus | Número de passageiros transportados na Fertagus | Número de passageiros transportados na Fertagus | Número de passageiros transportados na Fertagus |
| Anos                                            | 2010                                            | 2011                                            | 2012                                            | 2013                                            | 2014                                            | 2015                                            | 2016                                            | 2017                                            | 2018                                            | 2019                                            | 2020                                            | 2021                                            | 2022                                            | 2023                                            |
| ----------------------------------------------- | ----------------------------------------------- | ----------------------------------------------- | ----------------------------------------------- | ----------------------------------------------- | ----------------------------------------------- | ----------------------------------------------- | ----------------------------------------------- | ----------------------------------------------- | ----------------------------------------------- | ----------------------------------------------- | ----------------------------------------------- | ----------------------------------------------- | ----------------------------------------------- | ----------------------------------------------- |
| Passageiros (em milhões)                        | 23                                              | 23                                              | 21                                              | 19                                              | 19                                              | 18,4                                            | 19                                              | 20                                              | 21                                              | 30*                                             | 20                                              | 21,6                                            | 30,8                                            | 35,4                                            |
| Fonte                                           | [ 37 ]                                          | [ 38 ]                                          | [ 39 ]                                          | [ 40 ]                                          | [ 41 ]                                          | [ 42 ]                                          | [ 43 ]                                          | [ 44 ]                                          | [ 45 ]                                          | [ 46 ]                                          | [ 47 ]                                          | [ 48 ]                                          | [ 49 ]                                          | [ 50 ]                                          |

Em 2019 verificou-se uma alteração estatística na forma de contar os passageiros transportados. O valor foi calculado a partir do valor de 43% de aumento face a 2018 que a Fertagus apresenta no Relatório e Contas de 2019.

A partir de 2020 (inclusive) passou a ser usado o número de validações para a apuração do volume de passageiros.
| Passageiros transportados por ano (2010-2023) |
|                                               |